# Залізниця Мюльгайм — Мюлуз
Залізниця Мюльгайм — Мюлуз (нім. Bahnstrecke Müllheim–Mulhouse) — одноколійна залізниця довжиною 22,140 км, що перетинає Верхній Рейн та сполучає Баден та Ельзас. 
Електрифікована повітряними лініями з відповідною національною стандартною системою тягового струму з кожного боку. 

У Мюльгаймі лінія відгалужується від Райнтальбану, а від Мюлуза залізниці прямують до Базеля, Страсбурга, Бельфора і Танна.
Відтоді, як залізниця Фрайбург — Кольмар закрита, це єдина залізниця, яка перетинає Рейн між Страсбургом і Базелем і тому є важливою для сполучення між містом Фрайбург та Ельзасом. 
З 9 грудня 2012 року відновлено регулярне місцеве пасажирське сполучення після його припинення в 1980 році. 
У 2013-18 рр. французький високошвидкісний потяг TGV також курсував за маршрутом між Фрайбургом та паризьким Ліонським вокзалом, перш ніж пару поїздів було переведено на LGV Est.